# Galactophora pulchella
Galactophora pulchella är en oleanderväxtart som beskrevs av Robert Everard Woodson. Galactophora pulchella ingår i släktet Galactophora och familjen oleanderväxter. Inga underarter finns listade i Catalogue of Life.